# Noureddine Ould Ali
Noureddine Ould Ali né le 23 juin 1972 à Bab El Oued dans la wilaya d'Alger, est un entraîneur de football algérien.

## Biographie
Ould Ali naît à Bab El Oued, une banlieue de la capitale d'Alger, en Algérie, le 23 juin 1972. Ould Ali joue au football dans la ville d'Aïn Benian, avant d'aller à l'université.

### Carrière d'entraîneur
En 1992, Ould Ali commence à entraîner l'équipe des moins de 21 ans de l'US Chaouia. Après son passage à Chaouia, Ould Ali déménage en France pour devenir entraîneur du club marseillais de l'US Rouet. Au Rouet, Ould Ali rencontre l'ancien international français François Bracci. Après avoir quitté Rouet, Ould Ali suit Bracci en Algérie, devenant l'adjoint de Bracci au CS Constantine et au MC Alger. En 2013, Ould Ali déménage à l'USM Alger, devenant l'assistant de Rolland Courbis.
En 2018, après avoir été assistant de l'ancien manager Abdel Nasser Barakat, Ould Ali succède à Julio César Baldivieso en tant que sélectionneur de la Palestine. Il avait déjà commencé à travailler comme entraîneur avec l'équipe nationale palestinienne en 2010, et en 2018, il a déjà passé plus de cinq ans avec eux.
Il mène la Palestine à sa deuxième participation à la Coupe d'Asie, en 2019, où la Palestine est éliminée sans marquer de but, avec seulement deux points obtenus. Ensuite, il conduit les Palestiniens aux qualifications pour la Coupe du monde 2022, où les Palestiniens réussissent à créer la surprise en s'imposant contre l'Ouzbékistan, 2-0. Toutefois, après cette victoire historique, l'équipe palestinienne réalise de très mauvaises performances, la Palestine subissant deux défaites contre Singapour et le Yémen. Ould Ali est alors fortement critiqué .